# Gbandi
Gli Gbandi o Bandi sono una popolazione di ceppo mandé che vive principalmente in Liberia, nella Contea di Lofa, ma anche minoritariamente in Sierra Leone e in Guinea. Parlano la lingua gbandi, appartenente alla famiglia delle lingue mande sudoccidentali.
Non sono da confondere con gli Ngbandi, talvolta anch'essi chiamati "Gbandi" o "Bandi", che vivono invece in Repubblica Centrafricana e in Repubblica Democratica del Congo.